# ロバート・スウィンホー

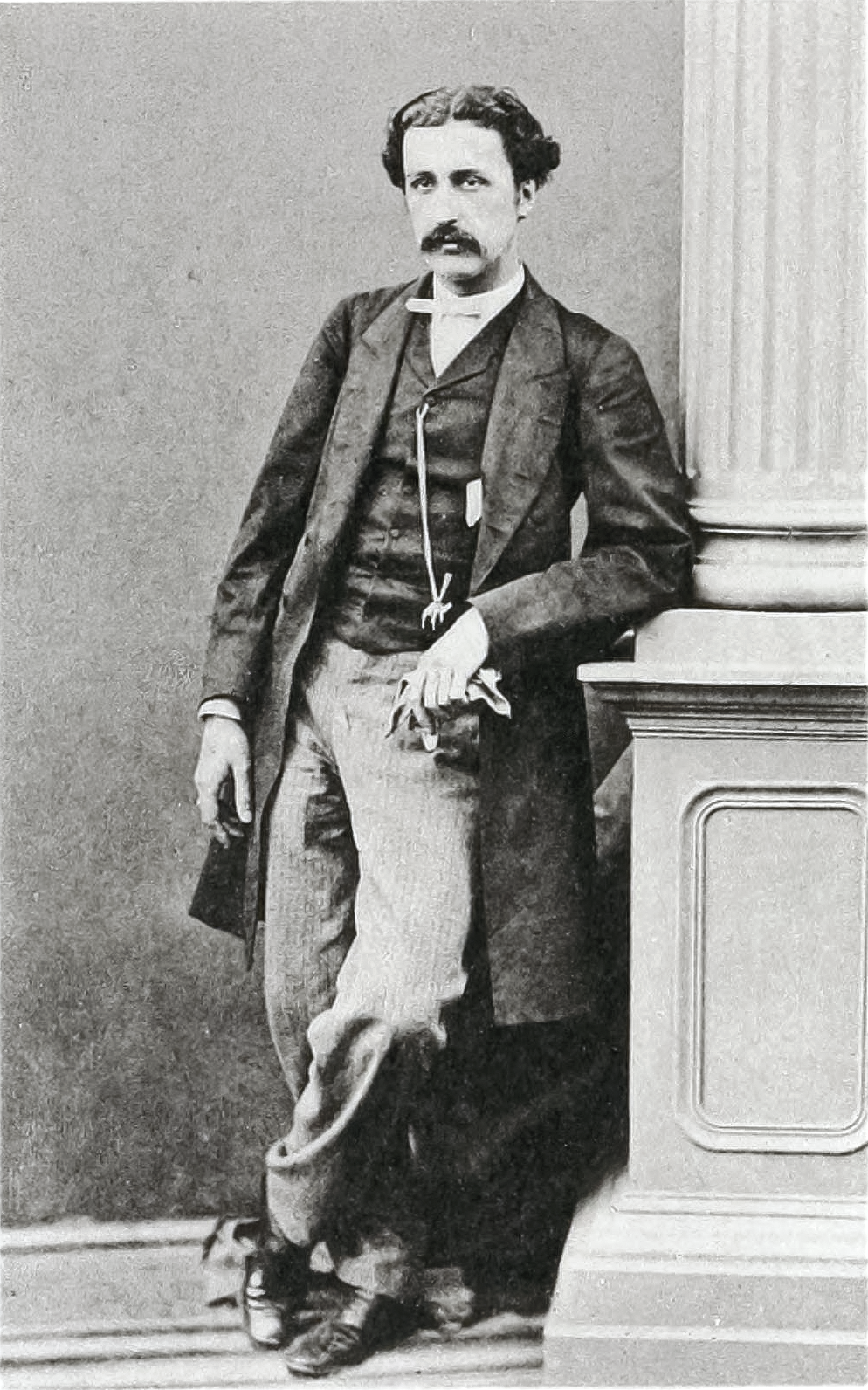
Robert Swinhoe

ロバート・スウィンホー（Robert Swinhoe FRS、1836年9月1日 - 1877年10月28日）は、イギリスの博物学者、外交官である。台湾の領事を務めサンケイ（山鶏:Swinhoe's Pheasant、Lophura swinhoii Gould）などのアジアの鳥類をヨーロッパにもたらした。

## 生涯
ノーサンバーランド出身の弁護士の息子としてインドのカルカッタで生まれた。イギリスに戻った時期は知られていないが、ロンドン大学で学び、1854年に中国の外交団に加わった。アモイ港に滞在し中国語に習熟し、中国東部の鳥類について学んだ。1856年に、台湾北西部を探検旅行した。1858年にイギリス人とアメリカ人の難破者を捜索するインフレキシブル号に通訳として乗り込み、1858年と1860年の中国との紛争時の軍の作戦にも参加した。
1860年にヨーロッパの国の最初台湾領事に任じられた。1861年に助手のジョージ・ブラウン（George C. P. Braune）とともに台湾に赴任した。開港された淡水港に領事館の再建を行った。台湾での活動や自然についての記事を発表した。その後アモイ、寧波、芝罘の領事を務め、全権大使、ラザフォード・オールコックのために移動領事を務め、海南島や四川省、重慶、長江まで旅した。業務の傍ら、博物学標本を集めた。それまで中国は西洋人に開かれていなかったので、ヨーロッパで知られていなかった鳥類を見つけた。鳥以外にも魚類、哺乳動物、昆虫を見出した。1862年に標本とともにイギリスに戻った。多くの鳥類はジョン・グールドの『アジアの鳥類』（Birds of Asia :1863）に記載された。イギリス鳥類協会の雑誌、Ibisやロンドン動物協会会報などに定期的に寄稿した。41歳で没し、残された3700の彼のコレクションは、ヘンリー·シーボームに買収され、その後、リバプール博物館に遺贈された。